# A Marola
A Marola es un pequeño islote situado frente a la costa de Dexo, en el municipio de Oleiros en la Comarca de La Coruña. Los ayuntamientos de La Coruña y Oleiros han dedicado algunas calles al islote en el barrio de Monte Alto y en Dejo, respectivamente.

## Geografía
A Marola se encuentra justo en la confluencia de las rías de Ferrol, Betanzos y Coruña, por lo que es una zona de corrientes y oleaje por lo que surgió el dicho: "Quen pasou a Marola, pasou a mar toda". Esta zona fue declarada monumento natural en 1998.
El islote se puede observar desde el Cabo Prior, la Ría de Ares, el faro de Mera, el Seixo Branco o la ciudad de La Coruña.